# TUIfly Belgium
Pour les articles homonymes, voir JAF.
So many reasons why
TUI fly Belgium (anciennement Jetairfly) (code AITA : TB ; code OACI : JAF) est le nom commercial de la compagnie aérienne belge TUI Airlines Belgium S.A. qui exploite des vols réguliers. Elle fait partie du plus grand groupe international de tourisme au monde, TUI Travel, filiale de TUI Group qui possède de nombreuses compagnies aériennes dont TUIfly, TUIfly Nordic, TUI Airways et TUIfly Nederland (anciennement Arkefly).
TUI fly vole vers la Méditerranée, les îles Canaries, la Mer Rouge, Cap-Vert, l'Afrique, l'Asie, les États-Unis et les Caraïbes. Sa base fixe est l'aéroport de Bruxelles, mais la compagnie aérienne effectue également des vols de l'aéroport de Charleroi Bruxelles-Sud, l'aéroport de Liège, l'aéroport d'Ostende-Bruges, l'aéroport d'Anvers, l'aéroport de Lille, l'aéroport Mohammed-V de Casablanca et l'aéroport de Marrakech-Ménara.
En 2018, TUI fly a transporté près de 7.1 millions de passagers. Elle dispose d'un réseau de 200 lignes, avec plus de 110 destinations. TUI fly est la deuxième compagnie aérienne belge en termes de flotte, de nombre de passagers et de nombre de destinations. En Septembre 2019, elle affirmait être la compagnie aérienne belge disposant de la flotte la plus récente.

## Historique
Créé en 2004 sous le nom de TUI Airlines Belgium, elle prendra le relais, après la faillite de Sobelair, qui était jusqu'alors la principale compagnie aérienne du voyagiste Jetair, pour acheminer les touristes belges à destination. La reprise de la Sobelair par Aldo Vastapane a frustré certains membres de cette compagnie qui souhaitaient la reprendre via un MBO avec l'aide du loueur d'avions allemand DSF. Ils se sont tournés vers le groupe TUI en proposant leur expérience de gestion d'une compagnie.
En 2006, elle prend le nom commercial Jetairfly à l'instar des autres compagnies du groupe (Thomsonfly, Corsairfly, Hapagfly, Arkefly)

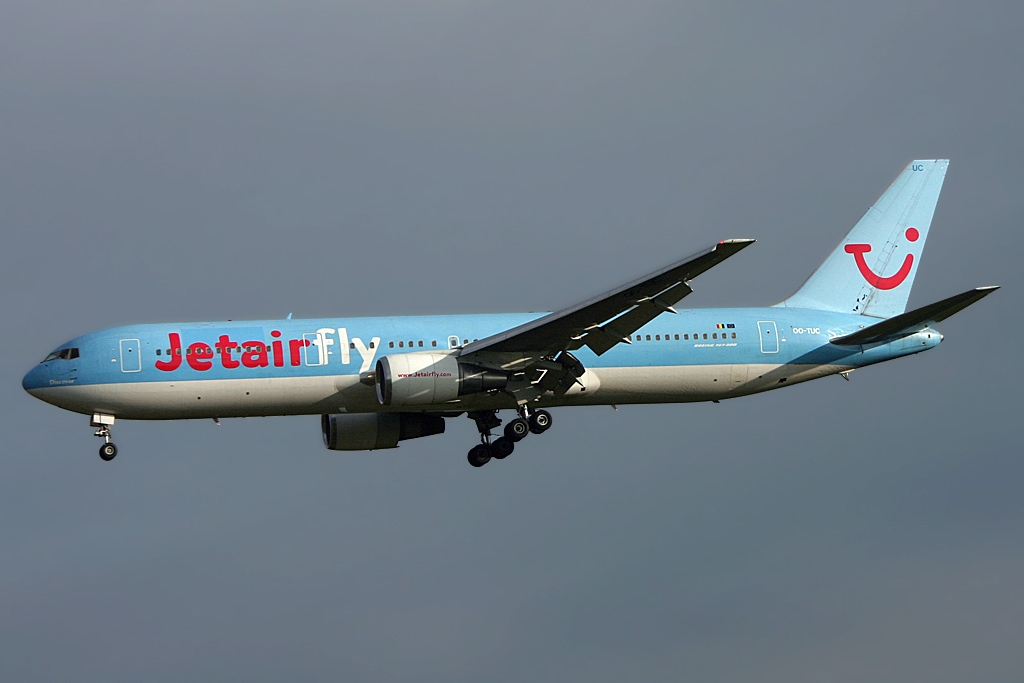
Le Boeing 767 assure, avec le Boeing 787, les destinations long courrier de Jetairfly.

En novembre 2010 Jetairfly a lancé comme première compagnie européenne un Boeing 737 avec le nouvel intérieur Boeing Sky Interior.
En février 2012, la compagnie à bas prix marocaine Jet4you, qui faisait partie du groupe TUI, a été intégrée dans Jetairfly.
En mars 2012, il est annoncé que tous les vols Jetairfly sont opérés comme des lignes régulières. L’une des caractéristiques est que les billets pour tous les vols Jetairfly peuvent être réservés dans les deux directions, même par des non-ressortissants européens.
En décembre 2013, Jetairfly était la première et la seule compagnie aérienne belge à introduire le tout nouveau Boeing 787-8 Dreamliner. En juin 2014, Jetairfly a été récompensée d'un « Dreamliner Reliability Award ». Cette récompense est la première au monde et est décernée par la firme Boeing.
En novembre 2014, il est annoncé que Jetairfly s'est vu attribuer un contrat de location avec équipage pour effectuer des vols pour ECAir, la compagnie aérienne nationale de la République du Congo, à partir de la mi-2015,.
En 2015 Jetairfly est la compagnie aérienne belge dont l’empreinte écologique est la plus basse. Pour cette raison, elle a reçu la certification ISO 14001.
Le 19 octobre 2016, Jetairfly et les autres compagnies du groupe TUI sont rebaptisées TUI Airlines pour rassembler les différentes marques du groupe sous un même nom.

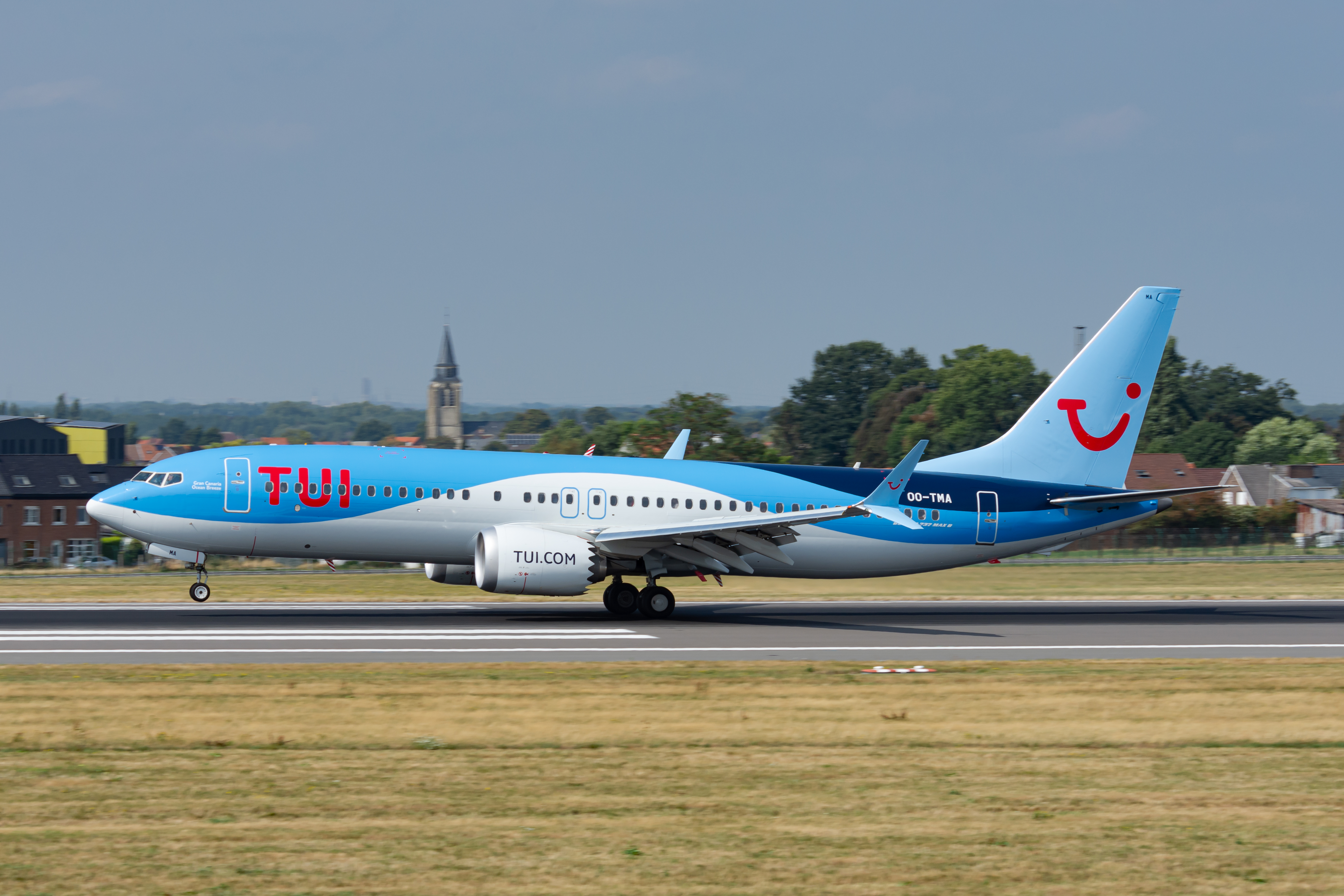
Un Boeing 737 MAX de la compagnie à l'atterrissage

Début février 2021, alors que les premiers Boeing 737 Max sont entrés de nouveau en service en Amérique depuis son immobilisation, TUIfly Belgium effectue un vol test d'un peu plus de deux heures, sans passagers, en Belgique et au dessus de l'Allemagne avec un touch-and-go à l'aéroport d'Ostende. C'est le premier 737 MAX à redécoller en Europe depuis la levée des restrictions. Mi février, Tuifly Belgium devient la première compagnie en Europe à effectuer un vol commercial en Boeing 737 Max depuis mars 2019 avec un vol de Bruxelles à Malaga.
En février 2025, la compagnie aérienne belge TUI Fly Belgium a annoncé l'arrêt de ses opérations long-courrier à compter du début de la saison hivernale 2025-2026,. Cette décision entraîne le transfert de son dernier Boeing 787-8 vers sa compagnie sœur, TUI Fly Nederland. Un premier appareil du même type avait déjà été réimmatriculé aux Pays-Bas. Selon TUI Fly Belgium, cette restructuration est motivée par le manque de rentabilité des liaisons long-courrier depuis la Belgique.

## Flotte

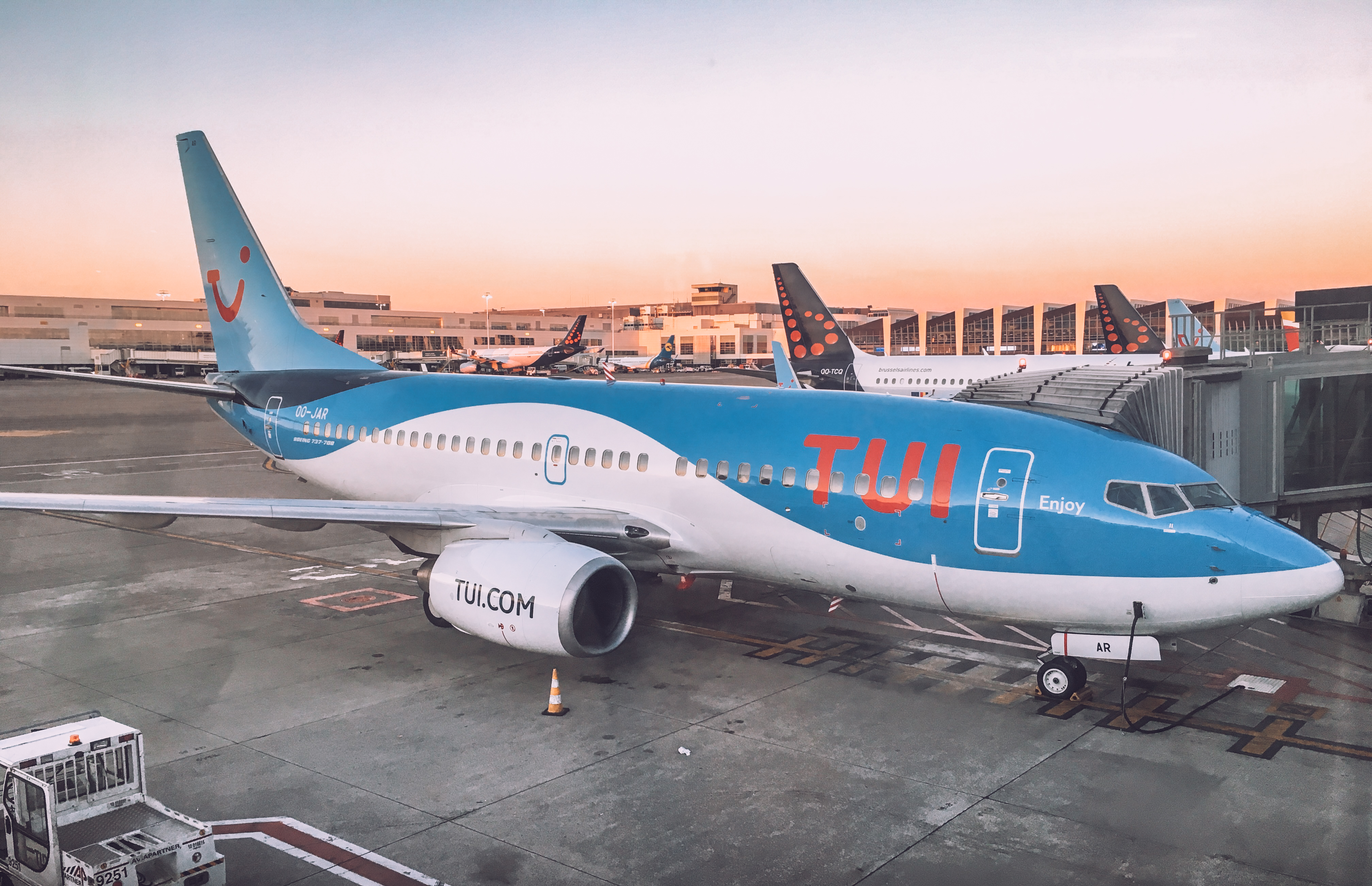
Boeing 737-700 aux nouvelles couleurs de TUI.

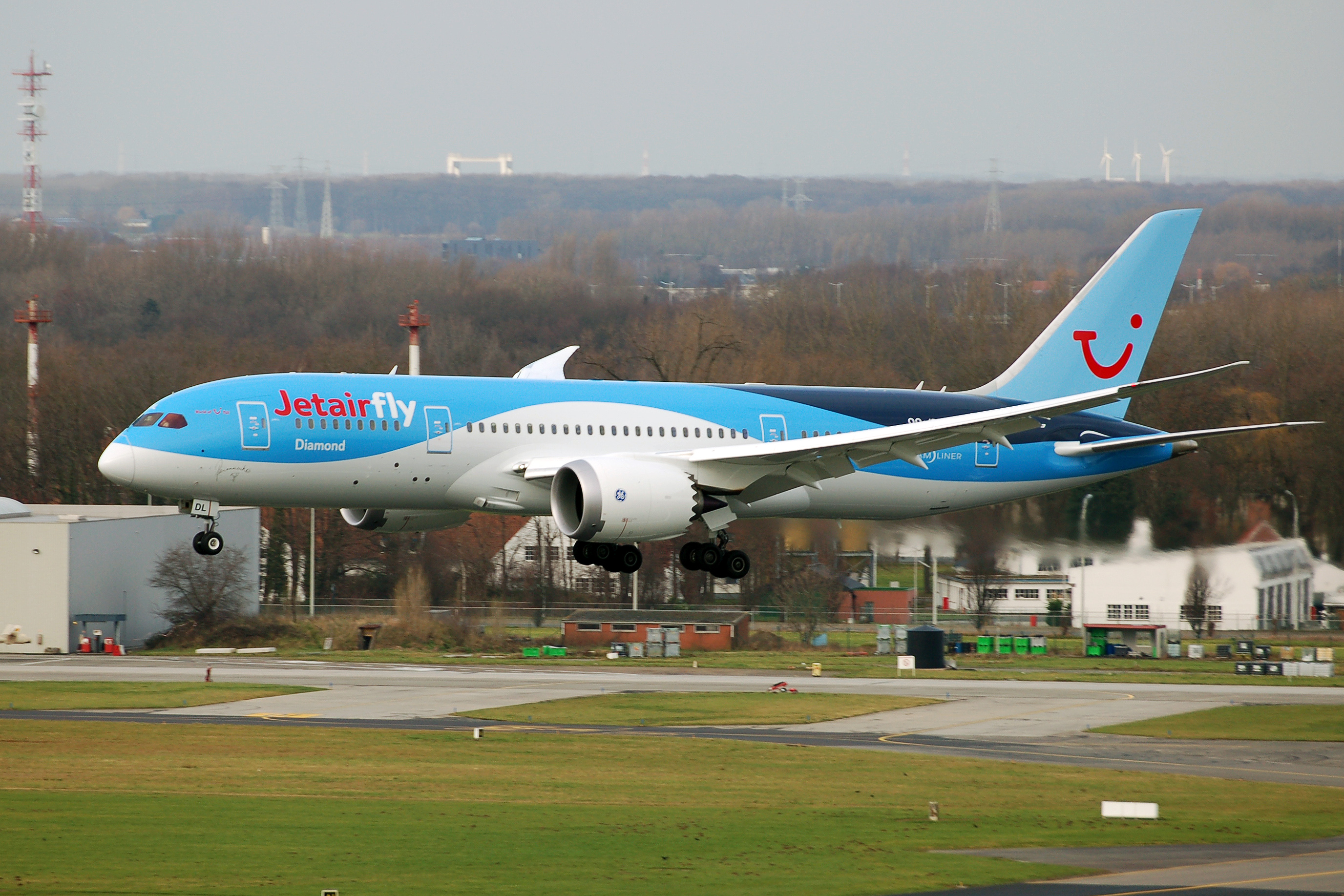
Boeing 787 aux anciennes couleurs de Jetairfly.

La flotte de TUI fly Belgium est constituée de 21 appareils (janvier 2025) :

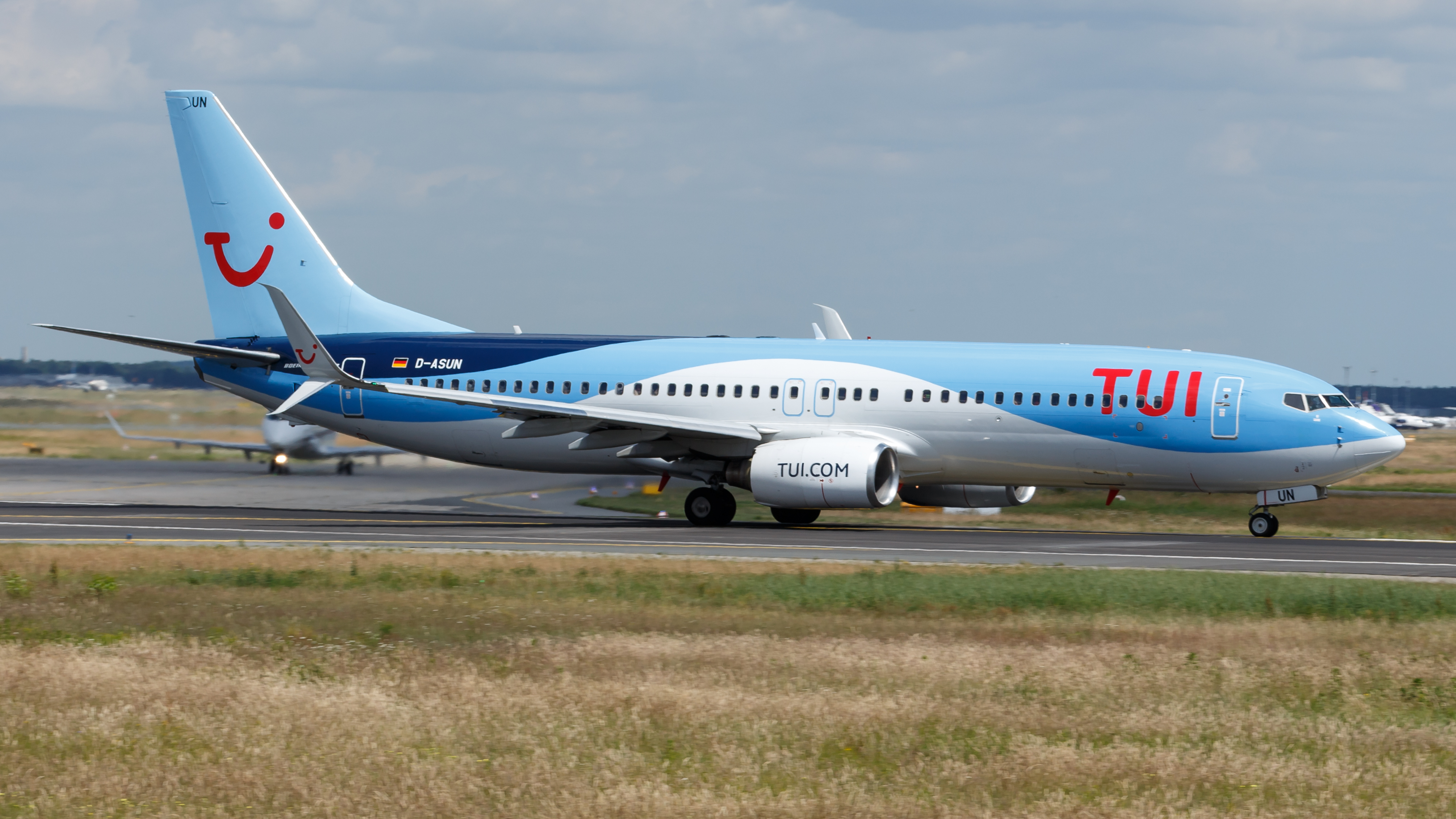
Boeing 737-800 aux couleurs de TUI

TUI fly Belgium loue en ACMI pendant la période saisonnière entre avril et octobre quelques Airbus A320 et Boeing 737-800 en plus auprès de compagnies comme SmartLynx ou AirExplore. En été 2019 TUIfly Belgium a affrété 7 A320 à SmartLynx et 2 Boeing 737-800 à AirExplore.
| Boeing 737-700 NG | - OO-JAR "ENJOY" - OO-JAL "DESIRE" |  |  |
| Boeing 737-800 NG | - OO-JAF “SMILE” - OO-JAQ “VISION” - OO-JAX “BRIGHTNESS” - OO-JEF “AFFECTION“ - OO-TUJ - OO-TUK "INSPIRATION" - OO-TUV "IMAGINATION" - OO-TNC « CLOUDWALKER » |  |  |
| Boeing 737 MAX    | - OO-MAX "TENERIFE ALEGRIA" - OO-TMA "GRAN CANARIA" - OO-TMB "COSTA BLANCA" - OO-TMS "IZMIR" - OO-TMT "CITADE DE TUI" - OO-TMZ "MARRAKECH"                    |  |  |
| Boeing 787-8      | - OO-JDL "DIAMOND" |  |  |
| Embraer E195-E2   | - OO-ETA "BRUSSELS" - OO-ETB "FLANDERS" - OO-ETC "WALLONIA"                                                                                                   |  |  |

## Destinations par Pays[16]
| Pays                   | Ville |
| ---------------------- | --- |
| Albanie                | Tirana-Mère-Teresa |
| Algérie                | Alger-Houari-Boumédiène, Oran-Ahmed-Ben-Bella |
| Autriche               | Innsbruck-Kranebitten |
| Belgique               | Anvers (Base), Bruxelles-National (HUB), Liège-Bierset (Base), Ostende-Bruges (Base) |
| Bulgarie               | Bourgas, Varna |
| Cap-Vert               | Rabil, Sal-A. Cabral |
| Chypre                 | Paphos |
| Croatie                | Dubrovnik, Split |
| Égypte                 | Hurghada, Louxor, Marsa Alam, Charm el-Cheikh |
| Espagne                | Alicante-Elche, Almeria, Fuerteventura, Gérone-Costa Brava, Las Palmas/Gran Canaria, Ibiza, Jerez de la Frontera, Lanzarote-Arrecife, Malaga-Costa del Sol, Minorque-Mahón, Région de Murcie, Palma de Majorque, Reus, Ténériffe-Sud Reine Sofia |
| Finlande               | Kittilä, Kuusamo |
| France                 | Lille Lesquin, Metz-Nancy-Lorraine, Paris-Orly |
| Gambie                 | Banjul |
| Grèce                  | Áraxos, Corfou-I. Kapodístrias, La Canée I.-Daskaloyánnis, Héraklion-N. Kazantzákis, Kos, Mytilène-O. Elýtis, Mykonos, Rhodes-Diagoras, Sámos-Aristarque, Santorin, Zante D.-Solomós                                                             |
| Italie                 | Bologne-Borgo Panigale, Brindisi Papola/Casale, Catane-Fontanarossa, Lamezia Terme, Naples-Capodichino, Palerme Falcone-Borsellino |
| Jamaïque               | Montego Bay |
| Kosovo                 | Priština |
| Maroc                  | Agadir-Al Massira, Al Hoceïma-Cherif Al Idrissi, Casablanca-Mohammed-V (Base), Marrakech-Ménara (Base), Nador, Oujda-Les Angades, Rabat-Salé, Tanger, Tétouan-Sania R'mel                                                                        |
| Mexique                | Cancún |
| Monténégro             | Tivat |
| Pays-Bas               | Eindhoven, Rotterdam-La Haye |
| Portugal               | Faro, Madère-C. Ronaldo |
| République dominicaine | Punta Cana |
| Sénégal                | Dakar-B. Diagne |
| Tunisie                | Djerba-Zarzis, Enfidha-Hammamet |
| Turquie                | Antalya, Bodrum-Milas, Dalaman, Eskisehir, Izmir-A. Menderes, Kayseri-Erkilet |

### Moyen Courrier
Initialement, TUI Airlines Belgium ne devait voler qu'en Boeing 737-800. Cependant la faillite de la Sobelair a forcé la nouvelle compagnie à agrandir sa flotte avec ce qu'elle pouvait trouver sur le marché. La compagnie s'est ainsi dotée de Boeing 737-400, d'un Boeing 737-500 et peu après trois Boeing 737-700.

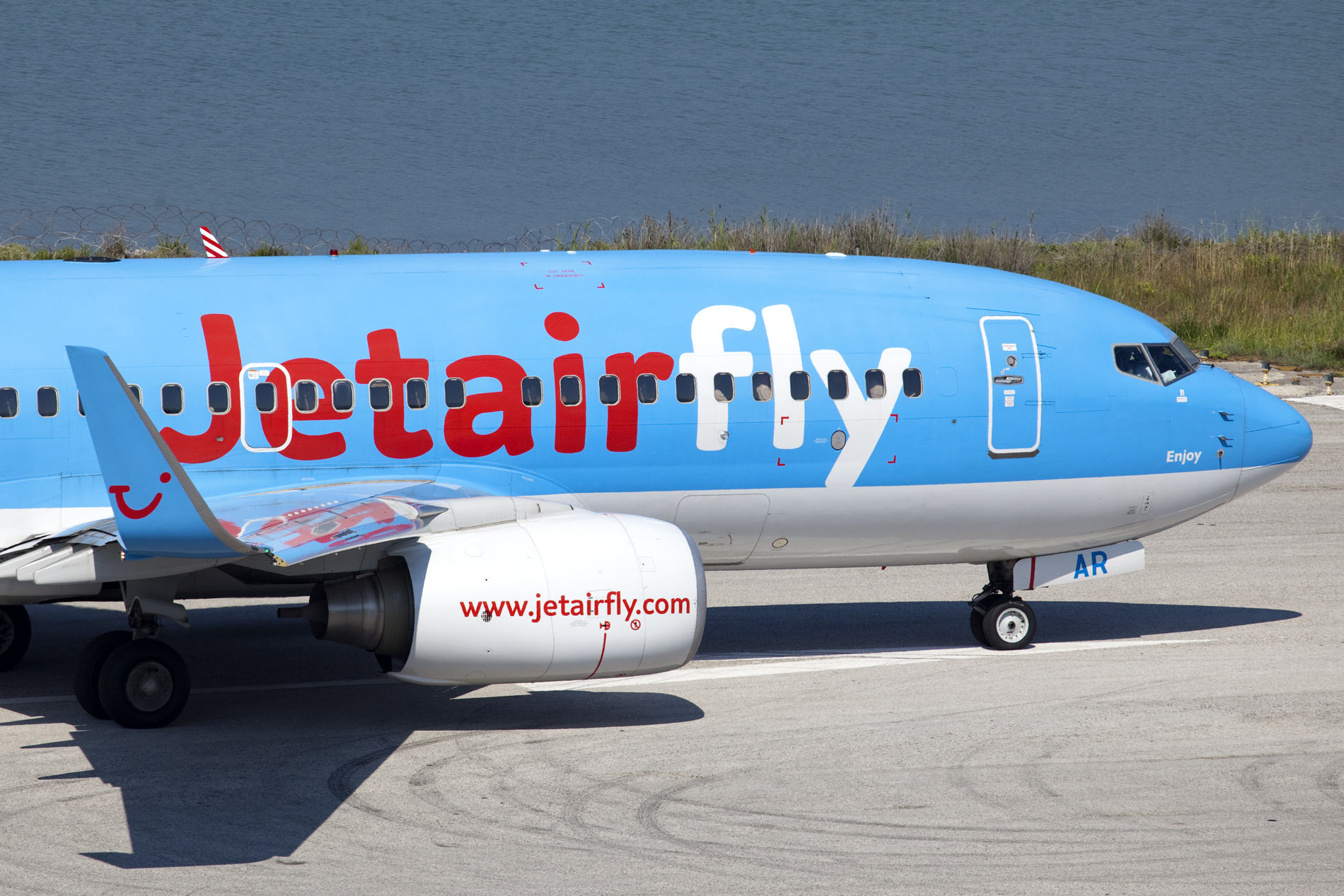
Boeing 737-700 de la compagnie.dans les anciennes couleurs

Par la suite la compagnie s'est aussi dotée d'un Fokker F100. Cet appareil d'une centaine de places était utilisé sur des destinations où les 737 n'étaient pas rentables comme Toulon, Lourdes ou encore Chambéry. Cet avion a quitté la flotte pour rejoindre une compagnie australienne en mars 2008.
Depuis lors, c'est chaque année que TUI fly Belgium accueille au sein de sa flotte des avions de type Boeing 737 NG flambant neufs.
Début 2011, Jetairfly réceptionne OO-JAX, le tout premier Boeing 737 Next Generation équipé du nouvel Sky Interior livré en Europe. Suivent en 2011 également la réception de OO-JAD et OO-JAH. Ces trois appareils ont été livrés à Jetairfly à l'usine Boeing Field située à Seattle.
En septembre 2012, Jetairfly a décidé de ne plus utiliser les Boeing 737-400 et Boeing 737-500, devenus trop vieux et trop gourmands en carburant. De ce fait, la moyenne d'âge de la flotte a considérablement diminué.

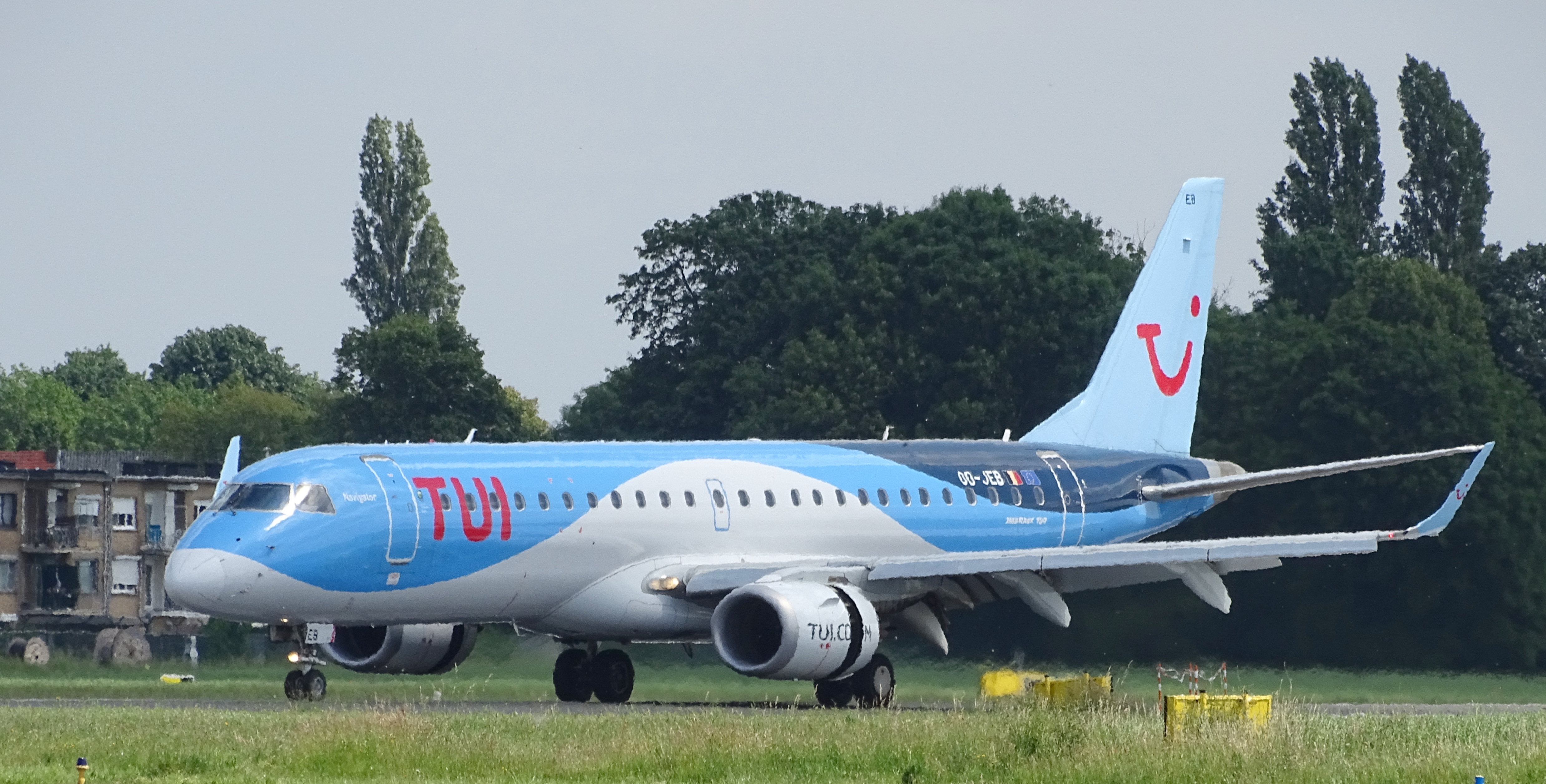
Un Embraer 190 de la compagnie

En février et mars 2013, Jetairfly a pris possession de deux Embraer 190 flambant neufs configurés pour 112 passagers. Un troisième exemplaire a été annoncé en septembre 2014 pour entamer les vols à partir de la nouvelle base d'Anvers en avril 2015.

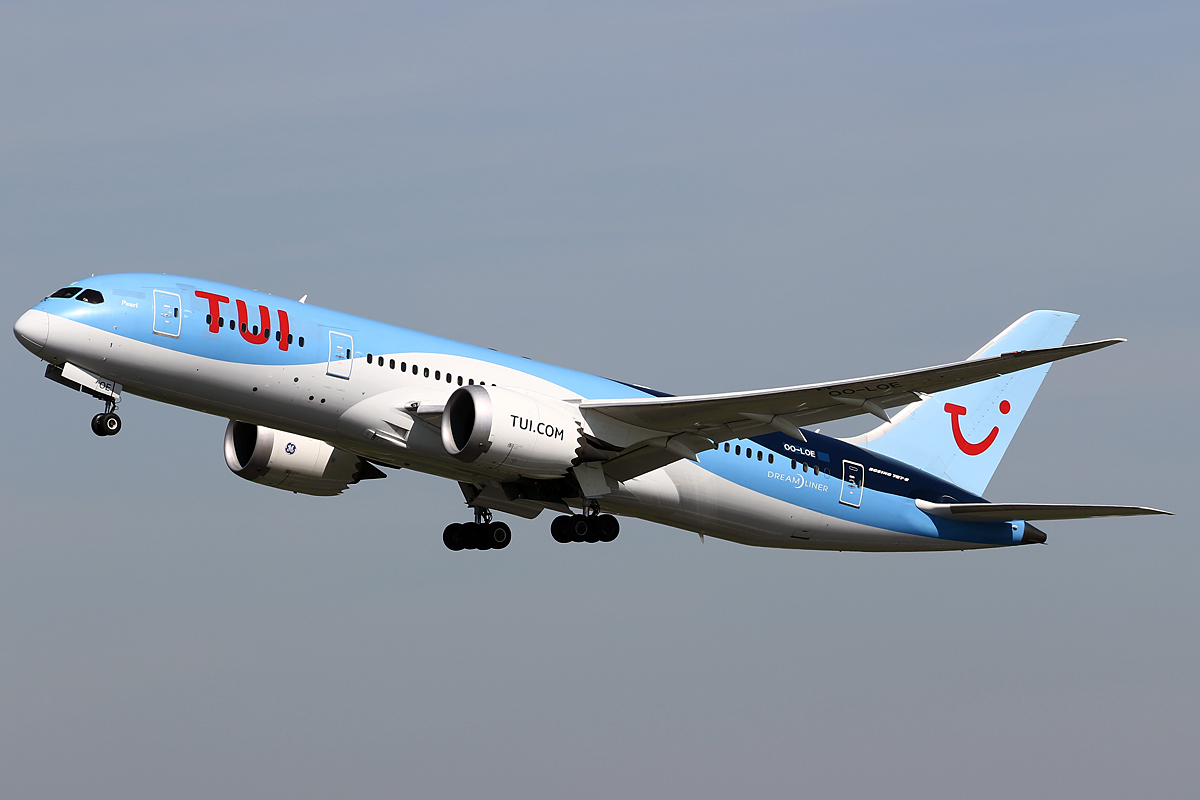
Un Boeing 787 de TUIfly Belgium assurant les liaisons long courrier

### Long Courrier
Après les déboires de CityBird et de la Sobelair la plupart des observateurs ne pensaient pas revoir un jour une compagnie belge se relancer dans ce créneau de marché. Cependant après la déconfiture du groupe Excel Aviation, le groupe TUI exploite lui-même ses vols long courrier. Jetairfly a d'abord acquis un Boeing 767-300ER au Brésil, immatriculé OO-TUC.
Plus tard, elle a décidé d'en acquérir un second, en provenance de Skymark Airlines, pour augmenter ses fréquences vers les Caraïbes et l'Afrique et L'Asie. Celui-ci est immatriculé OO-JAP et baptisé Crystal.
Depuis 2010, Jetairfly transporte aussi les passagers des TO belges de Thomas Cook sur son réseau long courrier. Pour cette raison les deux Boeing 767 ont reçu une livrée « neutre » ne faisant pas référence au groupe TUI. Cet accord a été rompu en 2012.
En 2011, Jetairfly investit et équipe ses deux avions long courrier de winglets. Donc la flotte entière de la compagnie est maintenant équipée de winglets permettant de réduire la consommation de carburant ainsi que le niveau des nuisances sonores. Certains appareils sont même équipés des plus récents split scimitar winglets.
Le premier Boeing 787-8 a atterri à Brussels Airport le 5 décembre 2013 . Il porte l'immatriculation belge OO-JDL et est baptisé Diamond. Entretemps, le Boeing 767 OO-TUC aura été retiré du service en septembre 2013 et remplacé en 2015 par le Boeing 767 OO-JNL en provenance d'Arkefly.
Un deuxième Boeing 787-8 est arrivé à Brussels Airport le 22 mars 2018 et est immatriculé OO-LOE, sous le nom "Pearl".